# MC Alandim
MC Alandim (Rio de Janeiro, 1992), nome artístico de Alan Pedro Soares Cardoso Domingues Costa, é um cantor brasileiro de funk carioca.

## História
Filho do também funkeiro Mr. Catra, Alan é o filho na posição 01 do cantor. Antes de iniciar sua carreira solo, ele tinha um grupo chamado Bonde da Azaração. Antes mesmo de sua mãe revelar que ele era filho de Mr. Catra, ele já era inspirado por ele seguindo os passos de seu pai. Alandim saiu em uma turnê "50 Tons de Catra" ao lado de seu pai no inicio de 2013. Ele participou com o grupo Bonde da Stronda na canção "Swing do Bonde", e também em seu videoclipe. Alandim pretendia lançar um DVD ainda naquele ano.
Alandim causou polêmica após publicar uma foto segurando cigarros suspeitos, possivelmente maconha, em seu Facebook. Nem ele nem seu pai se pronunciaram sobre o caso.

## Colaborações
| Ano  | Canção                                              | Álbum      |
| ---- | --------------------------------------------------- | ---------- |
| 2013 | Bonde da Stronda - "Swing do Bonde" (feat. Alandin) | Corporação |